# Grève du Madras and Southern Mahratta Railway
 (mars 2024).
La grève du Madras and Southern Mahratta Railway est une grève générale lancée contre les politiques de licenciement de la Madras and Southern Mahratta Railway Company (en). La grève a duré du 24 octobre 1932 au 8 janvier 1933 et était de caractère modéré et non violent contrairement à la grève des chemins de fer de l'Inde du Sud (en) de 1928 qui était extrêmement violente.

## Prélude
Il y a eu des protestations contre les politiques de licenciement dans le Madras and Southern Mahratta Railway tout au long de 1931 et au début de 1932. Le 24 octobre 1932, une grève majeure a éclaté dans les ateliers mécaniques de la branche Perambur (en) de la compagnie Madras and Southern Mahratta Railway.

## Événements
La grève débute le 24 octobre 1932 à Perambur pour exiger la réintégration de 93 cheminots licenciés l'année précédente. Le 3 novembre, les employés de l'atelier d'ingénierie d'Arakkonam (en) se sont joints à la grève. Cela a été suivi d'une grève des employés des ateliers d'ingénierie et de mécanique de Hubli (en) dans la présidence de Bombay. En conséquence, il y a eu des grèves à Vijayawada, Betragunta et Rajahmundry.
Un règlement a finalement été conclu lorsque le shérif de Madras a négocié une paix entre le Madras and Southern Mahratta Railway et les travailleurs en grève. La grève fut annulée le 8 janvier 1933 à l'initiative de Jamnadas Mehta et VV Giri.

## Soutien
Nizam Guaranteed State Railway Workers' Union, le BN Railway Labour Union, les cultivateurs de jute de Nellimarla (en), les travailleurs des usines de Buckingham and Carnatic Mills (en), la Fédération internationale des ouvriers du transport, le British Trade Union Congress, l'Association des employés des chemins de fer, le Syndicat national des chemins de fer de la Grande-Bretagne et la Fédération syndicale internationale ont contribué d'énormes sommes d'argent au fonds de secours pour les grèves. Le syndicat du chemin de fer BN a également décidé d'observer le 13 novembre 1932 comme "Jour de grève des chemins de fer M&SM".

## Sources
Kanchi Venugopal Reddy, Class, colonialism, and nationalism: Madras Presidency, 1928–1939, Mittal Publications, 2002 (ISBN 978-81-7099-854-9), p. 97-100